# Sint-Amanduskerk (Smeerebbe)

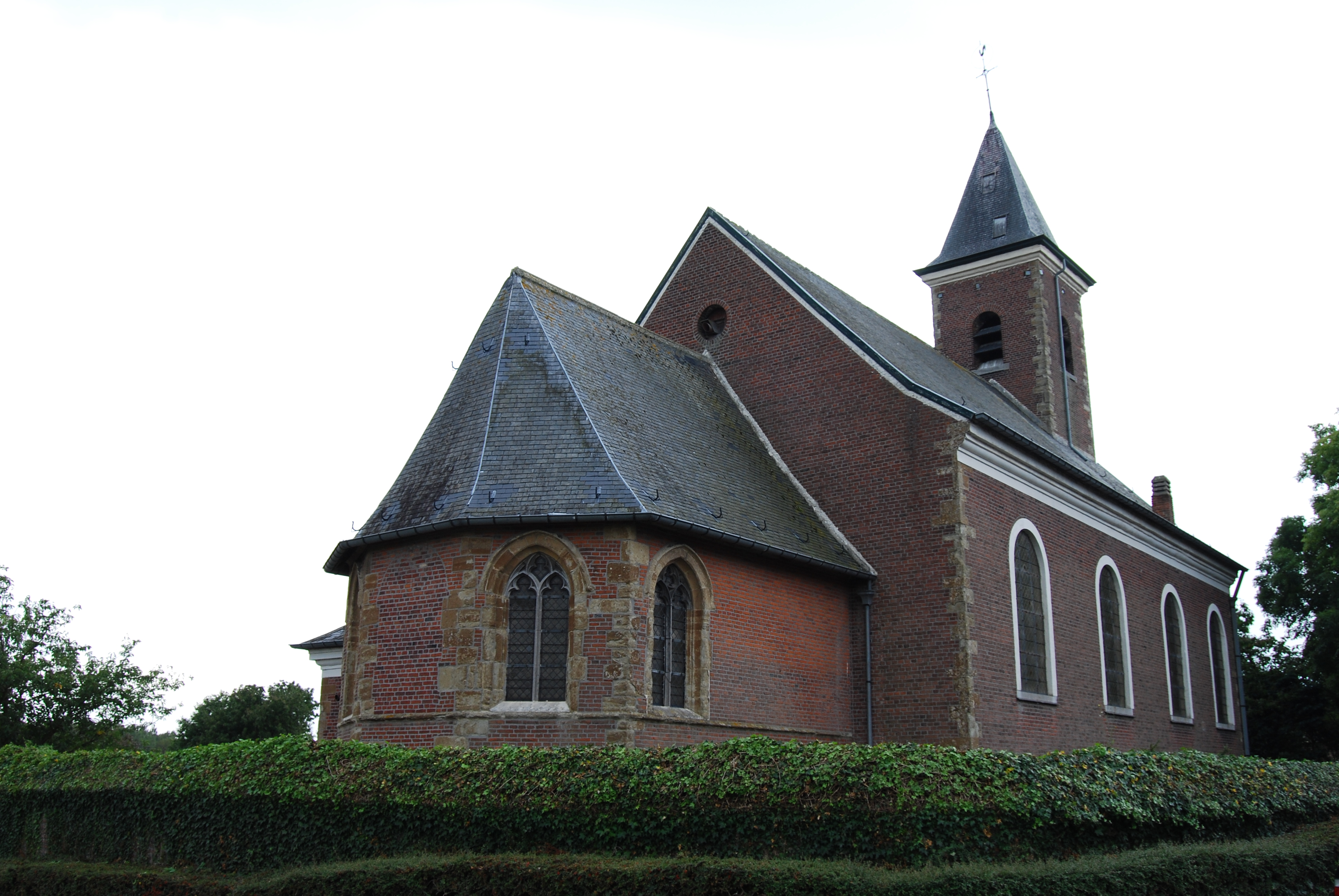
Sint-Amanduskerk

De Sint-Amanduskerk is de parochiekerk van de tot de Oost-Vlaamse gemeente Geraardsbergen behorende plaats Smeerebbe, gelegen aan de Smeerebbestraat.
Een gotisch kerkje werd in 1792 bijna volledig gesloopt en vervangen door een classicistisch kerkje. Het gotisch koor bleef behouden. Het bakstenen schip heeft rondbogige vensters en een ingebouwde westtoren die gedekt wordt door een tentdak.
Het kerkgebouw wordt omringd door een kerkhof.
De kerk bezit een 14e-eeuws doopvont. Een grafsteen van 1721 werd tegen de zuidmuur van de kerk geplaatst.